# Apocrypta robusta
Apocrypta robusta är en stekelart som beskrevs av Grandi 1916. Apocrypta robusta ingår i släktet Apocrypta och familjen fikonsteklar. Inga underarter finns listade i Catalogue of Life.